# Тельмар
Тельма́р (англ. Telmar) — вымышленная земля, лежащая за Западными горами Нарнии.
Эта область оставалась практически необитаемой в течение приблизительно 300 лет, пока она не была колонизирована тархистанцами. Однако, спустя всего лишь 2 года, они покинули эти земли, и Тельмар опять оставался необитаем в течение приблизительно 160 лет, до того, как пираты из нашего мира не попали в Нарнию.

## Возникновение Тельмаринского Королевства
Через девятьсот лет тельмарины объединились под властью короля, а в Нарнии началась смута, о которой упомянул Аслан. В 1998 году тельмарины во главе с королём Каспианом вторгаются в Нарнию из-за голода на родине, громят нарнийцев и выигрывают Великую Битву. Новым королём Нарнии становится Каспиан I. Столицу переносят в замок в центре Нарнии. Таким образом, тельмаринские правители начали новую династию нарнийских королей. С этого момента тельмарины начинают менять прежний порядок жизни в Нарнии. Теперь говорящие животные и волшебные существа были вытеснены в южные леса, которые разрослись вокруг Кэр-Параваля и отделяли Нарнию от Океана, внушающего страх тельмаринам. Затем, из-за ненависти к деревьям, они стали рассказывать истории о том, что в Чёрных лесах водятся привидения. Так что ко времени рождения принца Каспиана большая часть тельмаринцев и старых нарнийцев позабыли о прежней Нарнии и считали рассказы о ней байками и сказками. Сами тельмарины стали забывать, что пришли из Тельмара, считая, что жили в Нарнии всегда. Земли Тельмара ко временам Мираза опустели — все тельмарины переселились в Нарнию. Появилось несколько новых городов — Биберсдам на Бобровой Плотине и Беруна на бродах. Постепенно в лесах стали появляться хутора и фермы, даже укрывшись на юге, Каспиан вынужден был обходить тельмарские поселения. Несмотря на боязнь моря, цепочка крепостей тельмаринов доходила до границ Южных Лесов.
Формально Одинокие острова присягнули тельмарским королям, но де-факто губернаторы правили там, не считаясь с законами ни старой, ни новой Нарнии, превратив острова в главный невольничий рынок Тархистана.

## Правители Нарнии до Каспиана I
| Правитель/Правители                                                          | Годы царствования      |
| ---------------------------------------------------------------------------- | ---------------------- |
| Фрэнк I и Елена                                                              | 1 год-неизвестно       |
| Фрэнк II                                                                     | Неизвестно             |
| Фрэнк III                                                                    | неизвестно             |
| Фрэнк IV                                                                     | неизвестно             |
| Фрэнк V                                                                      | приблизительно 180 год |
| Гэйл                                                                         | приблизительно 302 год |
| Королева Лебедь                                                              | неизвестно             |
| Джадис (Белая Колдунья)                                                      | с 900 по 1000 год      |
| Питер Великолепный, Сьюзен Великодушная, Эдмунд Справедливый и Люси Отважная | с 1000 по 1015 год     |

## Тельмарины — правители Нарнии
| Правитель/Правители | Годы царствования       |
| ------------------- | ----------------------- |
| Каспиан I           | приблизительно 1998 год |
| Каспиан II          | неизвестно              |
| Каспиан III         | неизвестно              |
| Каспиан IV          | неизвестно              |
| Каспиан V           | неизвестно              |
| Каспиан VII         | неизвестно              |
| Каспиан VIII        | неизвестно              |
| Каспиан IX          | неизвестно-2290 год     |
| Мираз Узурпатор     | с 2290 по 2303 год      |

## Восстание против Мираза. Вторая битва при Берунских Бродах
Принц Каспиан X узнает от своего учителя доктора Корнелиуса, что ему грозит гибель от его дяди короля Мираза, убившего до этого его отца и верных ему лордов, поскольку у Мираза родился сын. Он бежит из замка Мираза, становится лидером восстания и с помощью волшебного рога призывает легендарных королей и королев Нарнии: Питера, Эдмунда, Люси и Сьюзен Певенси. Его войска отступили к Холму Аслана, потерпев затем поражение в битве и нескольких стычках. Когда отчаявшийся Никабрик предлагает при помощи ведьмы и оборотня вызвать Белую Колдунью, появляется Трам с королями Нарнии и в схватке убивает Никабрика, оборотня и ведьму. Затем на военном совете решают послать от имени верховного короля Питера вызов Миразу (в схватке с Никабриком Каспиан ранен). Питер побеждает Мираза в схватке, но не добивает.
Однако один из генералов, лорд Сопеспиан, убивает Мираза, а в его смерти обвиняет «бесчестных нарнийцев». Начинается битва. К середине битвы поспевает Аслан — создатель Нарнии. Он призывает к битве деревья и водное божество. Армия Тельмара терпит сокрушительное поражение, несмотря на многократное численное преимущество.
Каспиан X возвращает страну нарнийцам и становится королём. Тех тельмаринов, которые не пожелали жить бок о бок с говорящими зверями, Аслан возвращает в реальный мир, откуда они и попали в Нарнию.